# Oreocharis stewardii
Oreocharis stewardii är en tvåhjärtbladig växtart som först beskrevs av Woon Young Chun, och fick sitt nu gällande namn av Mich. Möller och A. Weber. Oreocharis stewardii ingår i släktet Oreocharis och familjen Gesneriaceae. Inga underarter finns listade i Catalogue of Life.